# Güelfa (personatge)
Güelfa és la protagonista femenina de la novel·la cavalleresca Curial e Güelfa, escrita al segle xv i tradicionalment considerada anònima, si bé recentment s'ha atribuït a Enyego d'Àvalos.
Es tracta d'una vídua jove i rica, senyora de Milà i germana del marquès de Montferrat, que destaca per la seva saviesa i discreció. S'enamora secretament de Curial, un jove valerós al qual decideix ajudar econòmicament amb la seva fortuna personal a través del seu procurador, Melcior de Pando, per tal que esdevingui un cavaller de renom i adquireixi el reconeixement i el prestigi social necessaris per a poder-s'hi casar. En aquest moment s'estableix una relació de poder, pel qual Curial –que li correspon l'amor– és sempre sotmès al control de Güelfa, sense l'aprovació de la qual aquest no pot fer res. El cavaller, tanmateix, mostra les seves debilitats en veure's envoltat per l'èxit i per altres pretendents (singularment Làquesis, filla del duc de Baviera, amb qui està a punt de prometre's), provocant la gelosia de Güelfa, que li retira la seva protecció, fent caure l'heroi en desgràcia. Curial, després de passar un llarg captiveri i de redimir-se moralment, tornarà a Güelfa i ella el perdonarà, acceptant-lo per marit.
El personatge de Güelfa apareix com una heroïna apassionada i plena de vitalitat, que evoluciona i que mostra amb vehemència els seus sentiments i els seus dubtes. Hom ha volgut veure-hi una evocació de la reina Maria de Castella, muller d'Alfons el Magnànim.